# Eclose
Eclose est une ancienne commune française située dans le département de l'Isère en région Rhône-Alpes.

## Histoire
Eclose change maintes fois de propriétaires entre le XIVe siècle et le XVIIIe siècle, oscillant entre la Savoie, le Dauphiné, le domaine royal et les propriétaires privés… Durant ces siècles Eclose reste figé dans un système féodal archaïque.

### XVIIIesiècle
Le XVIIIe siècle est celui des changements. En 1755 on dénombrait 350 habitants dans le village mais, cinq ans plus tard, la population descend à 292 habitants. Les guerres, l'exode rural, le marasme économique, la situation économique ont contribué à freiner l'évolution démographique.
Le village est touché par la Grande Peur pendant la Révolution française en 1789. Du 27 juillet au 3 août 1789 démarre une ronde infernale, qui dresse les paysans contre les seigneurs, alternant saccagements, pillages et incendies. Des siècles de féodalités sont balayés en quelques heures. Des pillages proches ont lieu à Artas, Meyrieu, Saint-Jean de Bournay, Maubec, Sérézin, Saint-Agnin et Tramolé, tandis que sont saccagées Bonneveaux, Vallin et Chatonnay.[réf. nécessaire]
La première trace écrite de la formation d'une municipalité à Eclose est datée sur le registre des délibérations de l'an I de la République, le 16 décembre 1792.
Comme tous les villages, Eclose se retrouve confronté à des moments difficiles. À Paris, la Convention insiste, exige et menace ; tous les suspects doivent être dénoncés, tous les prêtres réfractaires doivent être arrêtés, tous les déserteurs doivent être signalés, tous les permissionnaires traînards doivent être renvoyés dans leurs unités et enfin toutes les réquisitions doivent être exécutées.[style trop lyrique ou dithyrambique]
Le 8 pluviôse an II (27 janvier 1794), cinq jeunes hommes de la réquisition de 18–23 ans quittent leur armée et viennent à Eclose sans congé. Ils sont alors rappelés à rejoindre immédiatement le corps armé basé à Marseille.
Le 20 pluviôse an II (8 février 1794), « la garde nationale arrête chez Antoine Martinet, Claudius Gandit, soldat au 59e bataillon cy-devant Bourgogne, qui ne veut pas rejoindre son unité prétextant une maladie. Arrestation mouvementée car Gandit sommé de se rendre par Pierre Garnier, commandant la garde nationale d'Eclose, tente de s'échapper avec l'aide de « mauvais citoyens » qui lui ont prêté secours. Maîtrisé, il aggrave son cas en traitant le maire de « Jean foutre ». On le transfère à la maison d'arrêt de Chatonnay.
Ces incidents qui mettent en émoi Eclose et Badinières amènent Pierre Garnier, le commandant de la garde nationale, à démissionner. Il est alors remplacé par Louis Pellet.

### XIXesiècle
Sous le Ier Empire, Eclose se retrouve occupé par les Autrichiens à partir du 25 mars 1814, venant de Bourgoin par la route impériale. Ils occupent le presbytère et les jardins attenants ainsi que les terrains environnants. Ils sont une cinquantaine et repartent le 31 mai 1814, après 68 jours d'occupation. Pendant cette occupation, Eclose livre de la nourriture aux Autrichiens. Louis XVIII en 1816 honorera les dettes à l'encontre des gens d'Eclose, fournisseurs involontaires des Autrichiens, leur faisant livrer du pain, de l'eau, du fromage, de la viande, du vin, du sucre, du café...
Pendant longtemps le curé habite Eclose et l'église se trouve à Badinières, portant le nom d'église d'Eclose. Ces deux communautés sont séparées administrativement mais unies confessionnellement. Tous les matins, les curés quittent la cure d'Eclose pour rejoindre l'église à Badinières pour dire la première messe aux aurores. Au début du XIXe siècle, lorsque Bouvat est curé (1821-1833), l'église devient le « chaudron du diable » et une poussée de sentiment « nationaliste » oppose Eclose à Badinières. Badinières exige qu'une nouvelle église soit construite sur son territoire, au frais de tous les composants de la paroisse. Eclose riposte, qui exige une église mais sur son territoire, siège de la paroisse depuis des temps anciens. Ni Eclose ni Badinières ne reviendront sur leurs propositions.
Avant la rupture proche, le curé Bouvat et les pondérateurs des deux communautés tentent une séparation amiable : Badinières conserve l'église paroissiale et Eclose (ainsi que les sections de Chatonnay) utilise une grange en mauvais état près du presbytère et la transforme en église en 1832. Badinières refuse car ses fidèles seraient obligés de payer un prêtre pour desservir l'église de Badinières tandis que ceux d'Eclose en serait dispensés car leur curé est celui de la succursale. Le préfet entre en jeu et émet un arrêté préfectoral le 29 novembre 1832 « la transformation par Eclose de la grange en église est refusée ».
Le premier dimanche de décembre 1832, le curé Bouvat a emporté de l'église de Badinières ce dont il avait besoin pour la nouvelle église d'Eclose. Les Badiniérots lui tombèrent dessus et « se livrèrent à d'odieuses et criminelles voies de fait ».
Pour éviter une dégradation rapide entre les deux communautés le préfet fait reconnaître les deux églises trop exiguës pour accueillir des fidèles. Une commission sera nommée pour déterminer l'emplacement de la nouvelle église. La commission se réunit le 15 mai 1839, et il est voté que la nouvelle église sera construite à Badinières. Les trois quarts des dépenses seront assurées par Badinières et le dernier quart pour le reste de la succursale.
Eclose riposte, le 26 décembre 1842, le conseil municipal d'Eclose remet en cause l'arrêté préfectoral en disant que Badinières ne fait pas partie de la succursale d'Eclose donc plus d'église commune. Chacun la sienne. Mais Badinières veut sur son territoire une église commune.
Grâce au préfet de Vienne, le 30 juillet 1854 le maire annonce aux conseillers municipaux et aux plus imposés la construction d'une église à Eclose. Le culte sera célébré à partir du 1er septembre 1855.
Badinières construit la sienne en 1857.
Le site de la construction de l'église d'Eclose allait s'avérer l'amorce d'une opération d'urbanisme imprévisible. À partir de cette construction vont se déterminer les emplacements de l'école-mairie, de l'école des filles, de la place publique, des chemins de Chatonnay et de la Mollière.

### XXIesiècle
À la suite de la dissolution de la communauté de communes Le Val d'Agny en 2006, la commune d'Eclose souhaite rejoindre une coopération intercommunale. Après un travail prospectif par la  réalisation de fiches diagnostiques et d'un document de synthèse, le conseil municipal d'Eclose se prononce finalement à la majorité pour l'intégration à la communauté d'agglomération Porte de l'Isère (CAPI).
Le 1er janvier 2015, elle fusionne avec Badinières, sous le régime juridique des communes nouvelles instauré par la loi no 2010-1563 du 16 décembre 2010 de réforme des collectivités territoriales pour créer la commune nouvelle d'Eclose-Badinières.

## Politique et administration
| Période                                  | Période                   | Identité       | Étiquette | Qualité                    |
| ---------------------------------------- | ------------------------- | -------------- | --------- | -------------------------- |
| Les données manquantes sont à compléter. |                           |                |           |                            |
|                                          | 1977                      | Joseph Mallein |           |                            |
| 1977                                     | 1995                      | Jean Porcher   |           |                            |
| 1995                                     | 2001                      | Joseph Pellet  |           |                            |
| mars 2001                                | 2008                      | Colette Morel  |           |                            |
| avril 2008                               | 2014                      | Jean-Luc Faure |           |                            |
| 2014                                     | 31 décembre 2014 (fusion) | André Ziercher | SE        | Retraité de l'enseignement |

## Démographie
L'évolution du nombre d'habitants est connue à travers les recensements de la population effectués dans la commune depuis 1793. À partir du 1er janvier 2009, les populations légales des communes sont publiées annuellement dans le cadre d'un recensement qui repose désormais sur une collecte d'information annuelle, concernant successivement tous les territoires communaux au cours d'une période de cinq ans. 
Pour les communes de moins de 10 000 habitants, une enquête de recensement portant sur toute la population est réalisée tous les cinq ans, les populations légales des années intermédiaires étant quant à elles estimées par interpolation ou extrapolation. Pour la commune, le premier recensement exhaustif entrant dans le cadre du nouveau dispositif a été réalisé en 2006,.
En 2013, la commune comptait 1 320 habitants, en évolution de +83,84 % par rapport à 2008 (Isère : +3,89 %, France hors Mayotte : +2,49 %).
| 1793 | 1800 | 1806 | 1821 | 1831 | 1836 | 1841 | 1846 | 1851 |
| ---- | ---- | ---- | ---- | ---- | ---- | ---- | ---- | ---- |
| 370  | 416  | 468  | 573  | 876  | 647  | 705  | 680  | 679  |

| 1856 | 1861 | 1866 | 1872 | 1876 | 1881 | 1886 | 1891 | 1896 |
| ---- | ---- | ---- | ---- | ---- | ---- | ---- | ---- | ---- |
| 787  | 755  | 770  | 730  | 722  | 672  | 668  | 636  | 695  |

| 1901 | 1906 | 1911 | 1921 | 1926 | 1931 | 1936 | 1946 | 1954 |
| ---- | ---- | ---- | ---- | ---- | ---- | ---- | ---- | ---- |
| 664  | 656  | 611  | 534  | 530  | 503  | 484  | 455  | 411  |

| 1962 | 1968 | 1975 | 1982 | 1990 | 1999 | 2006 | 2011 | 2013  |
| ---- | ---- | ---- | ---- | ---- | ---- | ---- | ---- | ----- |
| 449  | 426  | 495  | 566  | 545  | 536  | 698  | 710  | 1 320 |

## Personnalités liées à la commune
- Robert Porcher (1928-2011), industriel, né à Éclose.
- Angèle Lorfeuvre (25 janvier 1904 - 1er novembre 1990), Juste parmi les Nations.
- Robert Hugonnard, maître d'école à Eclose de 1947 à 1981, secrétaire de mairie de 1949 à 1983. Auteur des textes de « Nord-Isère, regard et empreinte » et co-auteur de « Dis-moi grammaire ». L'école du village d'Eclose-Badinières porte aujourd'hui son nom.